# Viewtiful Joe
Viewtiful Joe är det första spelet i Viewtiful Joe-serien, utvecklat av Clover Studios. Det släpptes till Gamecube och Playstation 2 och är ett sid-scrollande actionspel. Spelet börjar när Joe's flickvän Sylvia blir kidnappad av en stor robot som kommer ut från en bioskärm och drar in henne i filmvärlden. Joe blir även inhämtad dit av en annan robot. 
När man väl kommit in hälsas man av Captain Blue, som visar hur man använder sina filmkrafter. En viktig fras i spelet är "henshin" som är japanska för "förvandling", detta ord används när Joe ska förvandlas till Viewtiful Joe, Joes rödklädda alter ego. Joe använder sig av typiska filmeffekter, såsom slow motion, super speed och zoom för att besegra sina fiender.

## Skillnader mellan versionerna
Playstation 2- och Gamecubeversionerna har ett litet antal skillnader. De har olika namn på svårighetsgraderna och i Playstation 2-versionen så finns Dante från Capcoms spelserie Devil may cry som spelbar karaktär.

## Viewtiful
Viewtiful är ett ord sammansatt av orden view och beautiful och betyder Beautiful view (vacker syn).